# Anne Mee
Anne Mee, född 1765, död 1851, var en brittisk konstnär. Hon var från tolv års ålder verksam som porträttmålare och en populär miniatyrist inom samtida brittisk överklass.

## Biografi
Anne Mee var dotter till konstnären John Foldsone, och elev till George Romney. Hon började måla vid tolv års ålder, och fick från 1784 och framåt försörja sin mor och sina syskon efter faderns död. Hon gifte sig 1793 med den irländska advokaten Joseph Mee, med vilken hon fick sex barn.
Anne Mee var en populär porträttmålare i den brittiska överklassen och anlitades ofta av medlemmar av kungahuset. Bland annat är hon känd för sina många porträtt av kvinnor vid det dåtida brittiska hovet. Hon målade av de brittiska prinsessorna, och Georg IV gav henne uppdraget att måla av flera av de brittiska kvinnor som just då var ryktbara för sin skönhet. 
Anne Mee ställde mellan 1815 och 1837 ofta ut på Royal Academy of Arts. Hon är representerad på Nationalmuseum.